# Khumjung
Khumjung (nep. खुम्जुङ) – gaun wikas samiti we wschodniej części Nepalu w strefie Sagarmatha w dystrykcie Solukhumbu. Według nepalskiego spisu powszechnego z 2001 roku liczył on 439 gospodarstw domowych i 2010 mieszkańców (1021 kobiet i 989 mężczyzn). Wieś zamieszkuje kilka rodzin tybetańskich.
Wieś leży na wysokości ok. 3,8 tys. m n.p.m., o godzinę drogi od Namcze Bazar. Znajduje się tu jedyna w okolicy szkoła średnia, wybudowana w 1961 roku przez Fundację Himalayan Trust założoną przez sir Edmunda Hillarego. Dzięki niewielkiemu internatowi naukę pobiera w niej ok. 300 uczniów, naucza 18 nauczycieli. Mimo braku położenia na głównym szlaku Khumjung ma dobrą bazę turystyczną, rozpościerają się stąd widoki na Everest, Lhotse, Ama Dablam. Mieszkańcy szczycą się posiadaniem najwyżej położonej piekarni na świecie.

VDC Khumjung - Wioski
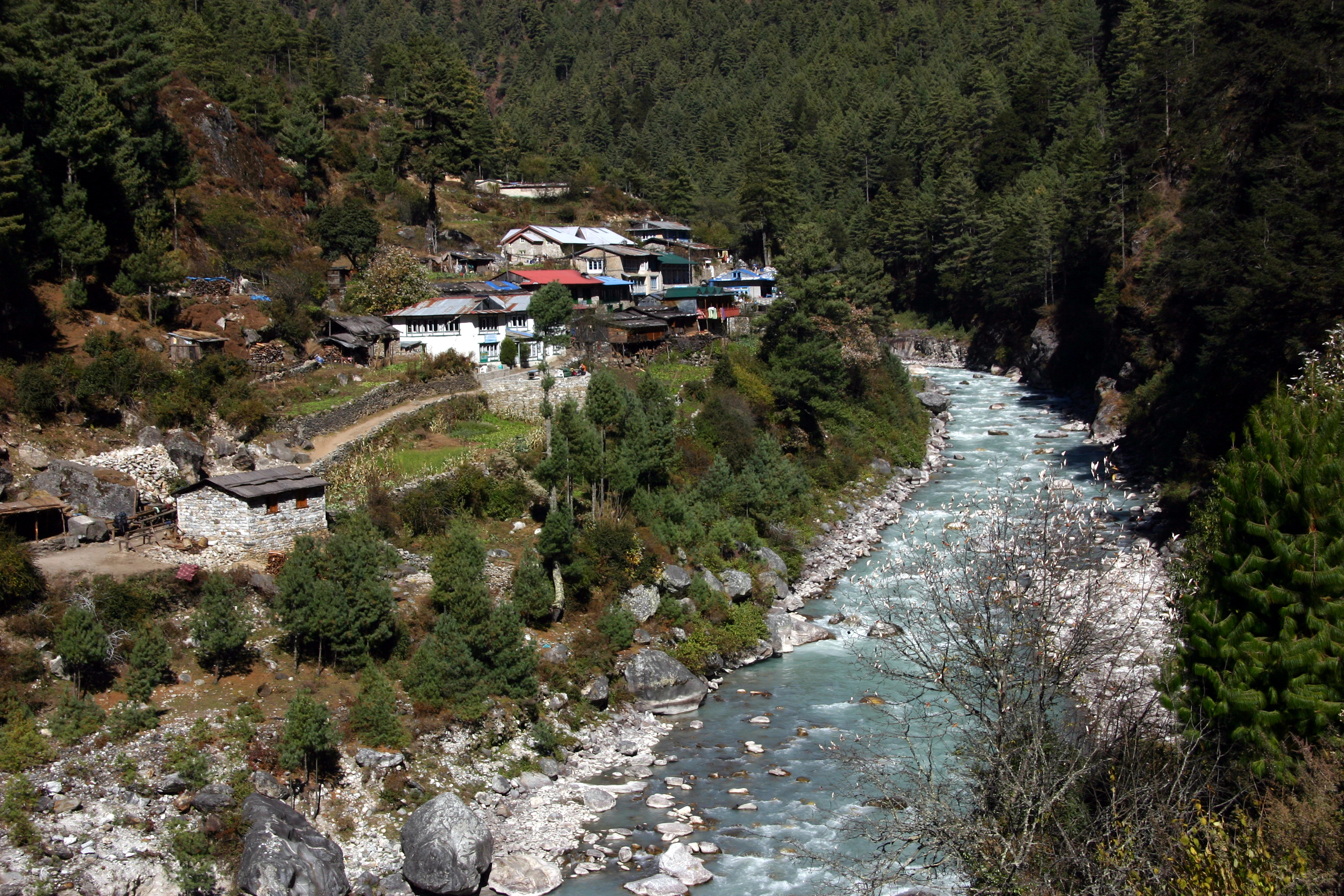
Jorsale
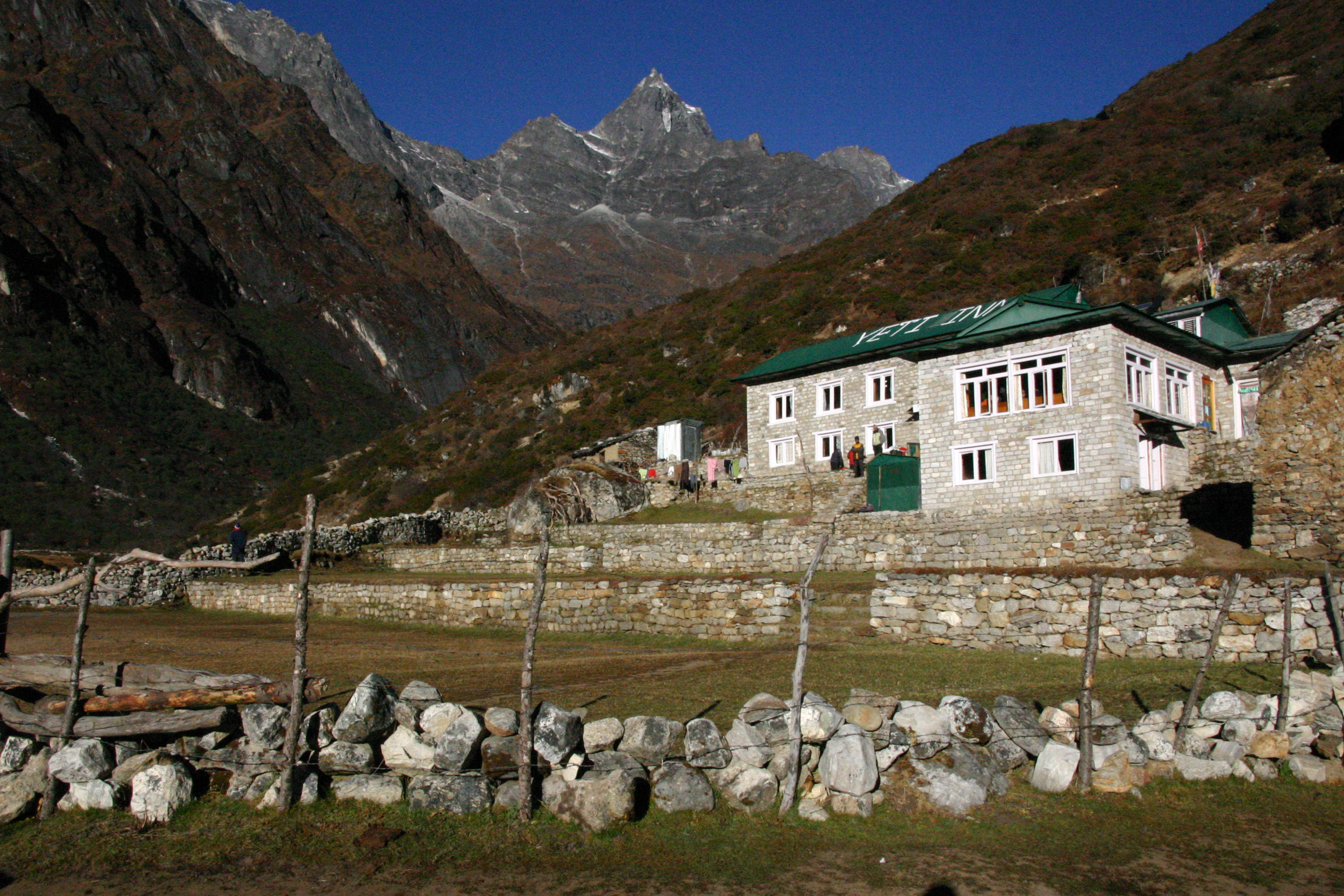
Dhole
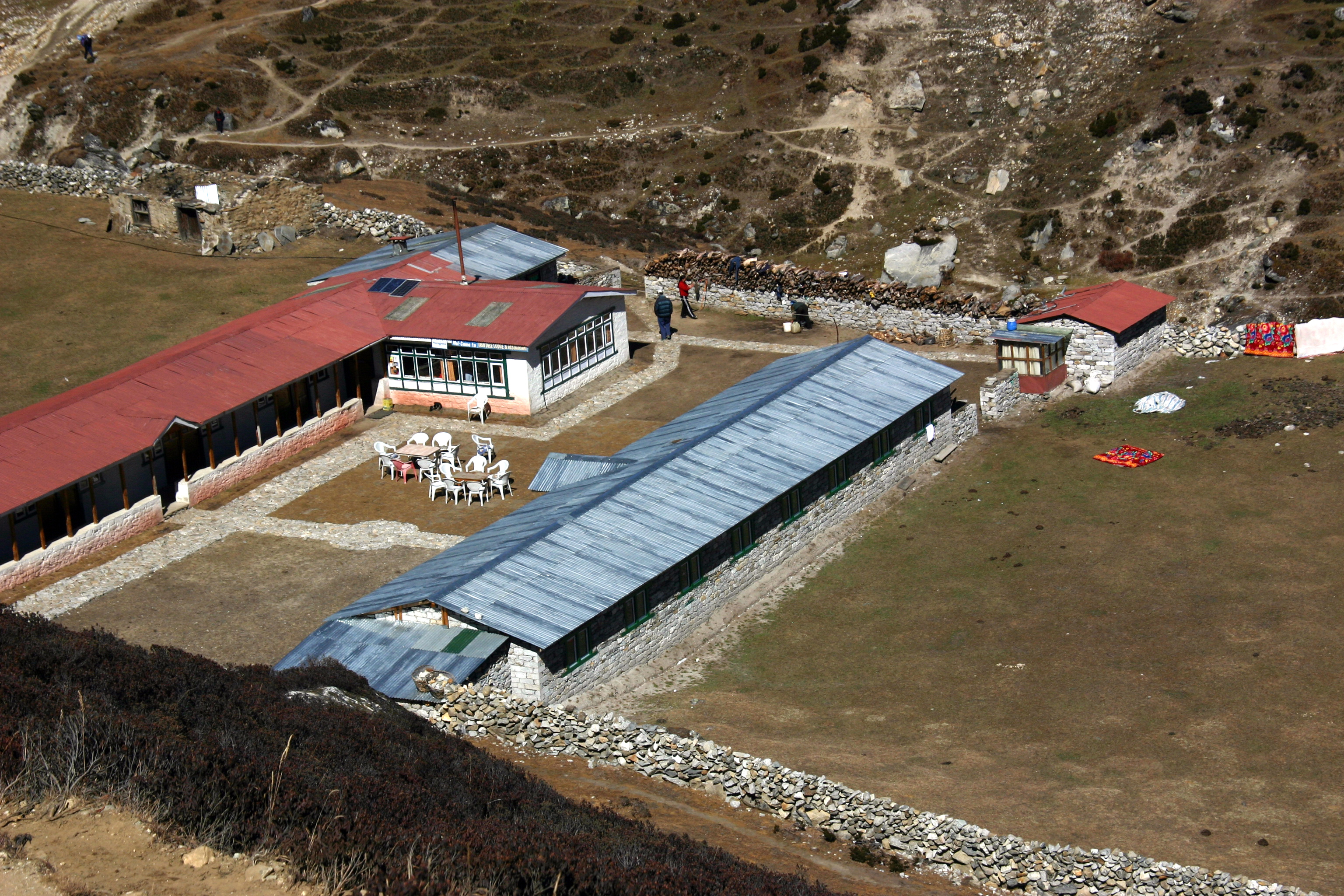
Machhermo
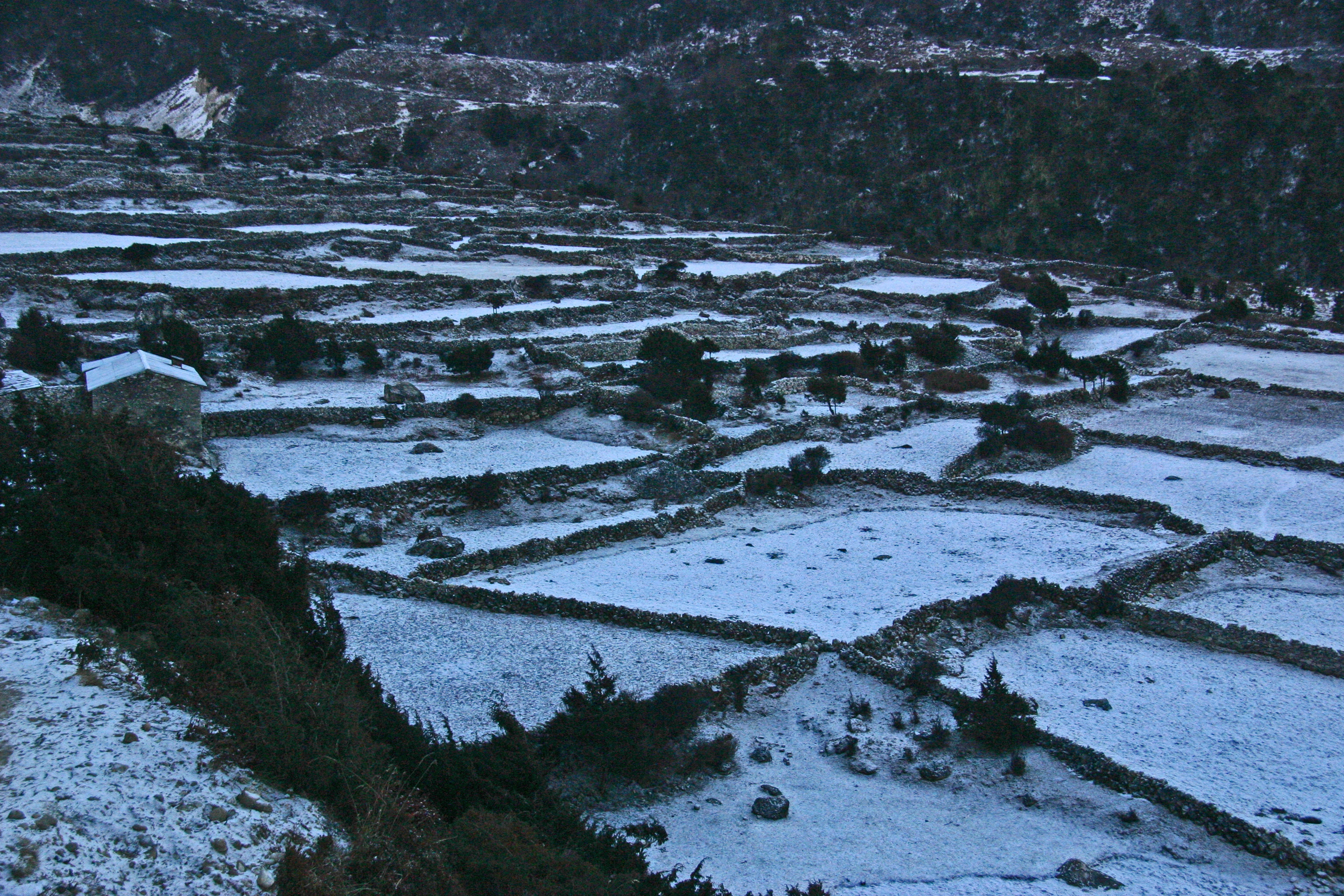
Dingboche
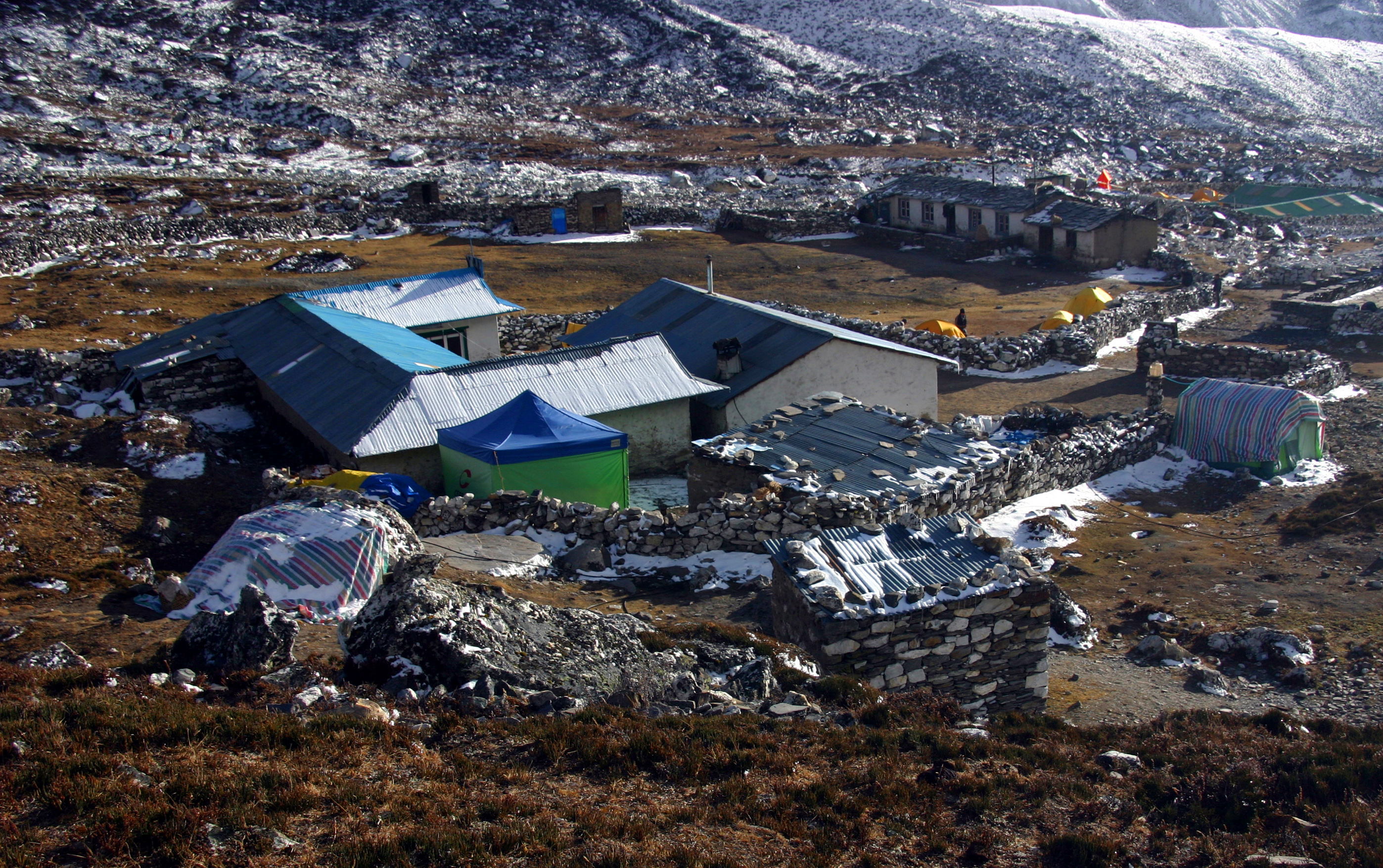
Chhukung
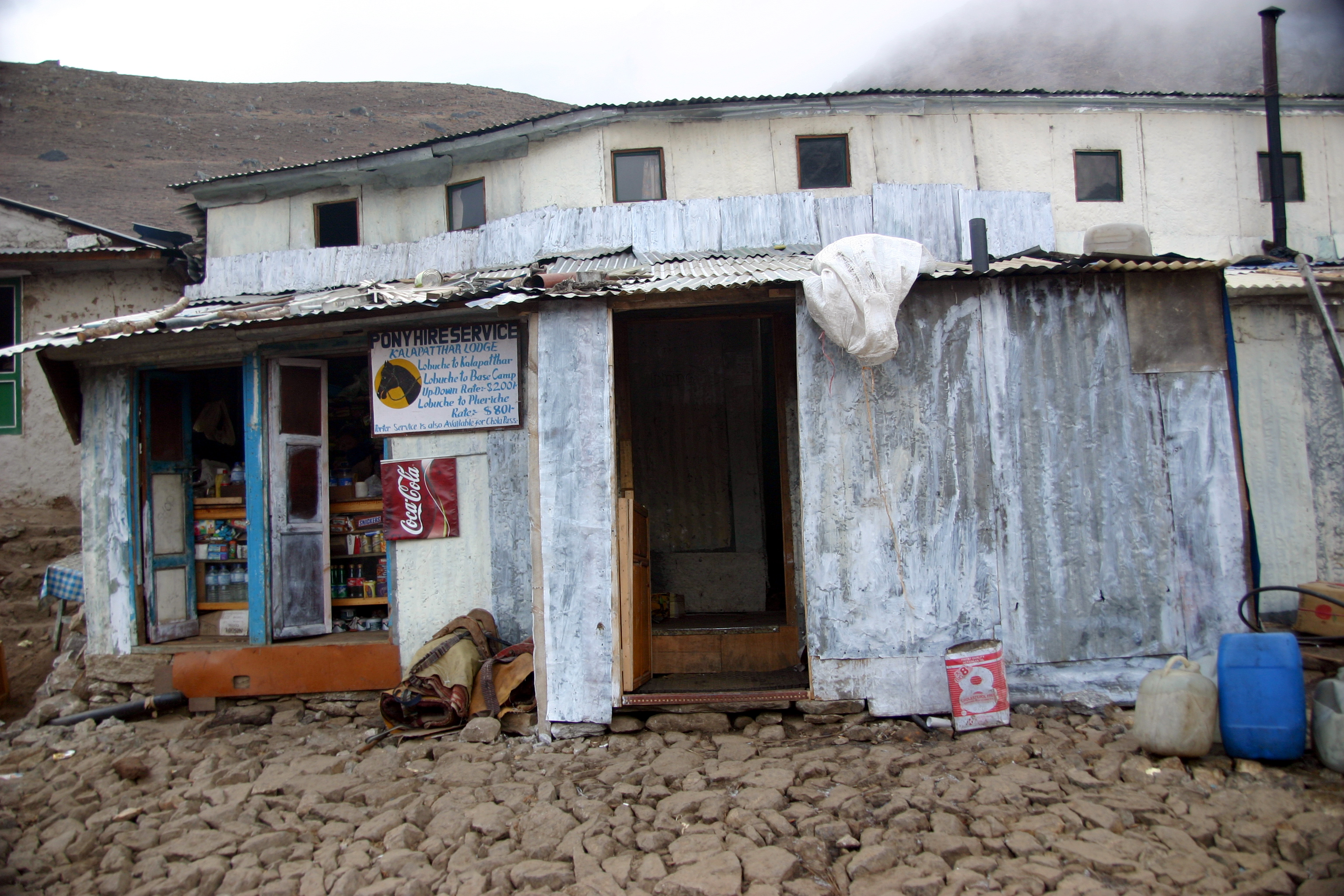
Lobuche
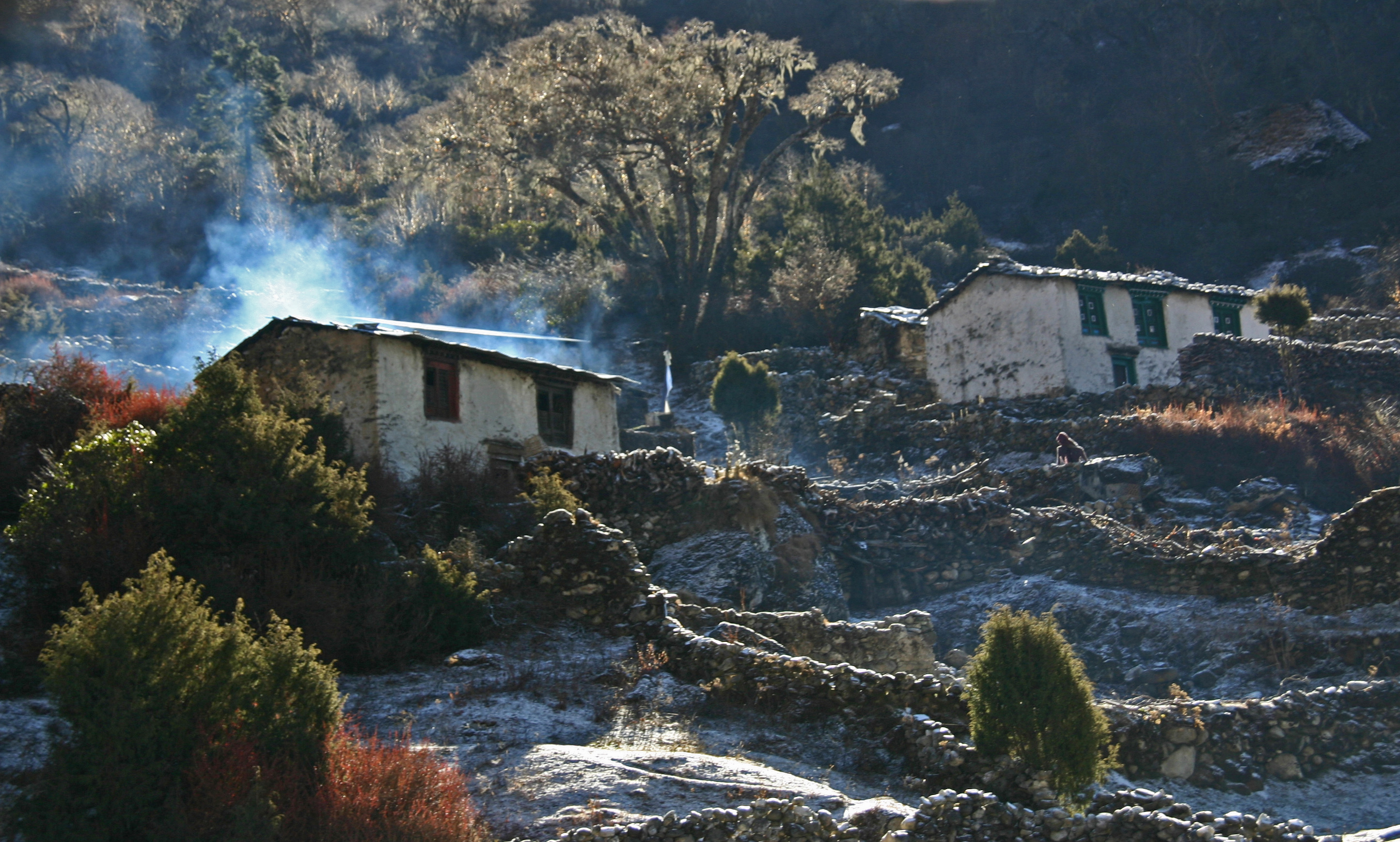
Deboche
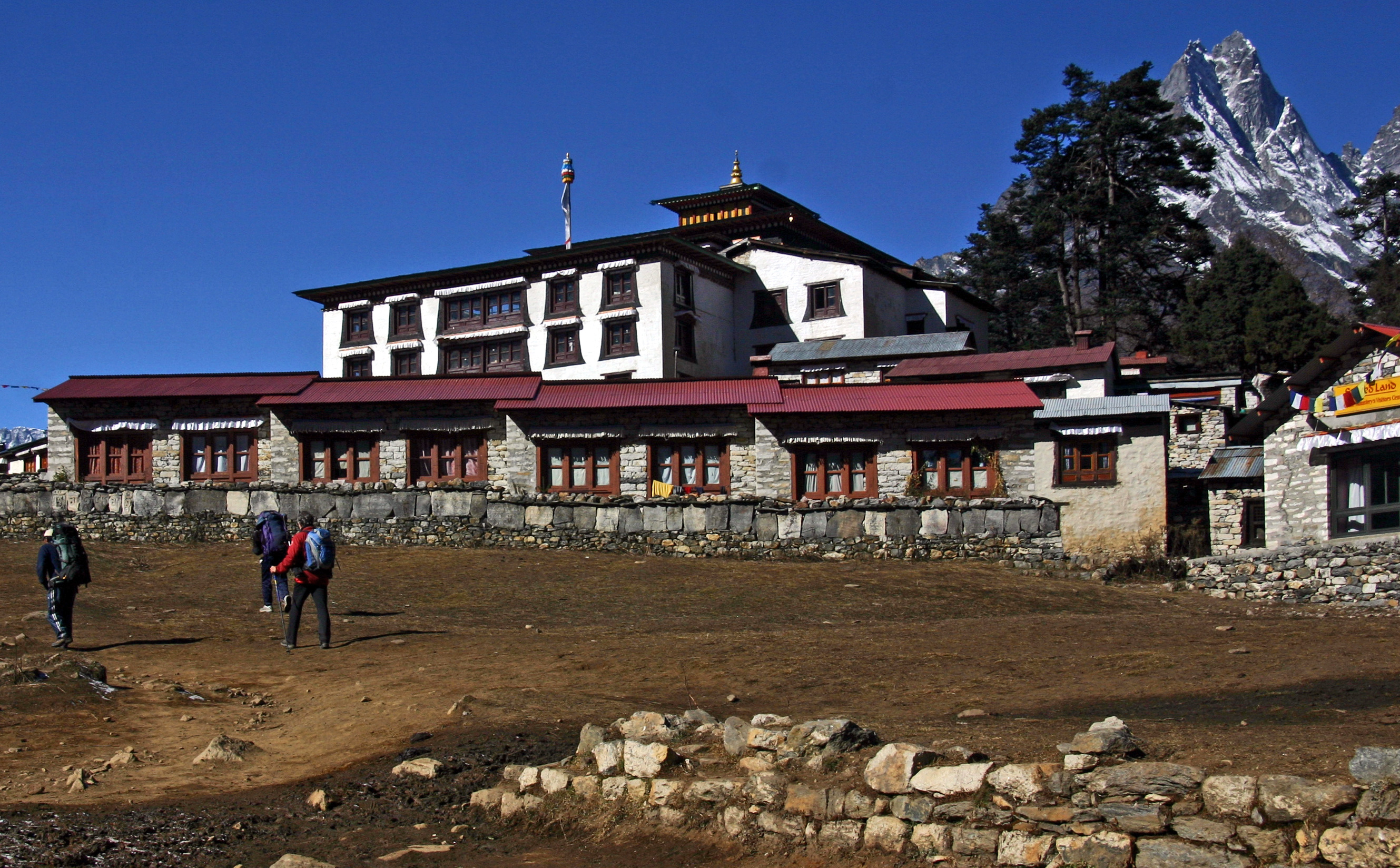
Tengboche